# Ross Youngs
Ross Middlebrook Youngs (Shiner, Texas, 10 de abril de 1897-San Antonio, Texas, 22 de octubre de 1927), más conocido como Ross Youngs, fue un jugador profesional estadounidense de béisbol que se desempeñó en la posición de jardinero derecho en las Grandes Ligas de Béisbol (MLB). Es miembro del Salón de la Fama del Béisbol.

## Carrera
Youngs jugó como profesional diez temporadas en New York Giants (1917-1926), equipo en el que se retiró.

## Reconocimiento
En 1972, ingresó como miembro al Salón de la Fama del Béisbol.